# デュオトーンズ
『デュオトーンズ』（Duotones）は、アメリカ合衆国のサクソフォーン奏者ケニー・Gが1986年に発表した4作目のスタジオ・アルバム。自身最大のシングル・ヒット曲「ソングバード」が収録されている。

## 背景
ナラダ・マイケル・ウォルデンがエグゼクティブ・プロデューサーを務め、作曲にも関与したが、演奏には参加していない。また、アレサ・フランクリンやホイットニー・ヒューストン等のレコーディングに参加してきたセッション・ミュージシャン、プレストン・グラスがプロデューサーに起用され、グラスはケニー・Gの次作『シルエット』にも参加することとなる。
「愛の鼓動」はジュニア・ウォーカー&ジ・オール・スターズが1969年に発表した曲のカヴァーで、エリス・ホールがボーカルを担当した。この曲は、後のライヴではアンドレ・モンタギューのボーカルをフィーチャーして演奏された。「シャーデー」は、当時アメリカでも人気を獲得していたイギリスのバンド、シャーデーにちなんだ曲である。
日本盤は「愛の鼓動」から始まる曲順に統一されてきたが、アメリカ盤では「愛の鼓動」から始まるヴァージョンと「ソングバード」から始まるヴァージョンが存在する。

## 反響
母国アメリカでは、リリースの翌年の1987年にBillboard 200で6位に達し、自身初の全米トップ10アルバムとなった。また、『ビルボード』のコンテンポラリー・ジャズ・アルバム・チャートでは1位を獲得。1987年5月にはRIAAによってゴールドディスクに認定され、その後も売り上げを伸ばして、リリースから9年後の1995年には5×プラチナの認定を受けている。
『ビルボード』の年間アルバム・チャートでは、1987年に15位、1988年に59位となった。
本作からの第1弾シングル「愛の鼓動」は、『ビルボード』R&B/ヒップホップ・シングル・チャートで15位を記録。そして、その後シングル・カットされた「ウェイト・フォー・ラヴ」（全米15位）と「ソングバード」（全米4位）が全米ポップ・チャート入りした。とりわけ「ソングバード」はインストゥルメンタルとしては記録的なヒット曲の一つで、これ以後は1996年にアダム・クレイトンとラリー・マレン・ジュニアが映画『ミッション:インポッシブル』のテーマ曲をヒットさせるまで、インストゥルメンタルのシングルが全米トップ10入りすることはなかった。本人はこの成功を受けて、『ロサンゼルス・タイムズ』紙のインタビューにおいて「僕は前からずっと、インストゥルメンタルをもっと追求したかった。"Songbird"の成功で、僕が正しかったことが証明されたよ。少なくとも、これからは（レコード会社から）ボーカル曲を強要されることに悩む必要はないだろうね」とコメントしている。
イギリスでは1986年に「愛の鼓動」が全英シングルチャートで64位を記録し、1987年には「ソングバード」が全英22位のヒットとなる。そして、本作は1987年8月8日付の全英アルバムチャートに初登場し、最高28位を記録した。「ソングバード」のヒット以後、本作はヨーロッパでも成功を収め、オーストリアでは1987年9月1日付のアルバム・チャートで11位、オランダでは同年9月5日付のアルバム・チャートで23位を記録した。
日本では自身初のオリコンLPチャート入りを果たし、最高78位を記録した。

## 収録曲
特記なき楽曲はケニー・G作。「愛の鼓動」、「ウェイト・フォー・ラヴ」、「スリップ・オブ・ザ・タング」、「ビリーヴ・イン・ラヴ」を除く全曲ともインストゥルメンタル。
1. 愛の鼓動 - "What Does It Take (To Win Your Love)" (Johnny Bristol, Vernon Bullock, Harvey Fuqua) - 4:59
2. ミッドナイト・モーション - "Midnight Motion" - 4:06
3. ウェイト・フォー・ラヴ - "Don't Make Me Wait for Love" (Preston Glass, Walter Afanasieff, Narada Michael Walden) - 4:45
4. シャーデー - "Sade" - 4:19
5. シャンペン - "Champagne" (Kenny G., Kenny McDougald) - 4:48
6. スリップ・オブ・ザ・タング - "Slip of the Tongue" (P. Glass, N. M. Walden) - 4:52
7. ビリーヴ・イン・ラヴ - "You Make Me Believe in Love" (W. Afanasieff, Kenny G., P. Glass, N. M. Walden) - 5:19
8. ソングバード - "Songbird" - 5:02
9. スリー・オブ・ア・カインド - "Three of a Kind" (P. Glass, Kenny G., N. M. Walden) - 4:45
10. エスター - "Esther" - 5:25

別ヴァージョン(北米版)の曲順は下記の通り。
1. "Songbird"
2. "Midnight Motion"
3. "Don't Make Me Wait for Love"
4. "Sade"
5. "Champagne"
6. "What Does It Take (To Win Your Love)"
7. "Slip of the Tongue"
8. "Three of a Kind"
9. "Esther"
10. "You Make Me Believe in Love"

## 参加ミュージシャン
- ケニー・G - サックス、キーボード、シンセサイザー、ウインドシンセサイザー、シンセベース、ドラムマシン、バックグラウンド・ボーカル
- エリス・ホール - リード・ボーカル(on "What Does It Take (To Win Your Love)")
- レニー・ウィリアムス - リード・ボーカル(on "Don't Make Me Wait for Love")、バックグラウンド・ボーカル
- クレイトーヴェン・リチャードソン - リード・ボーカル(on "You Make Me Believe")、バックグラウンド・ボーカル
- プレストン・グラス - キーボード、シンセベース、ドラムマシン、ウィンドチャイム、バックグラウンド・ボーカル
- ウォルター・アファナシェフ - キーボード、シンセベース
- Roger Sauce - キーボード
- コリー・レリオス - シンセベース、ドラムマシン
- サル・ガリーナ - ウインドシンセサイザー
- ジョン・レイモンド - ギター
- アラン・グラス - ギター
- Corrado Rustici - ギター
- ランディ・ジャクソン - ベース、シンセベース
- ジョー・プラス - ベース
- グレッグ・ゴナウェイ - ドラムス、パーカッション
- Kenny McDougald - ドラムス
- トニー・ゲイブル - パーカッション
- ジーナ・グラス - バックグラウンド・ボーカル
- ヨランダ・グラス - バックグラウンド・ボーカル
- キティ・ベートーヴェン - バックグラウンド・ボーカル